# Jan Władysław Graefe
Jan Władysław Graefe (ur. 18 czerwca 1896 w Warszawie, zm. podczas II wojny światowej) – polski architekt i urbanista.

## Życiorys
Absolwent Wydziału Architektury Politechniki Warszawskiej (1928). Wcześniej brał udział w wojnie polsko-bolszewickiej jako oficer taborowy, za którą to służbę otrzymał Medal Pamiątkowy za Wojnę 1918–1921. Służbę wojskową zakończył w stopniu podporucznika rezerwy. Od 1927 roku pracował w Dziale Regulacji m. Warszawy warszawskiego Urzędu Miasta. W latach 1928–1929 był zatrudniony w Biurze Projektów i Badań Technicznych przy Państwowym Urzędzie Wychowania Fizycznego w Warszawie. W 1935 roku wyjechał na Górny Śląsk, gdzie pracował jako kontraktowy urzędnik techniczny w Biurze Planu Regionalnego Zagłębia Górniczo-Hutniczego Wydziału Komunikacyjno-Budowlanego Urzędu Wojewódzkiego Śląskiego w Katowicach. Był członkiem Stowarzyszenia Architektów Polskich, a w latach 1938–1939 pełnił funkcję skarbnika Zarządu Okręgowego SARP w Katowicach.
Po wybuchu II wojny światowej walczył w kampanii wrześniowej. Brak jest wiarygodnych informacji o dacie i miejscu śmierci Jana Graefe. Według jednych źródeł, zmarł w jednym z niemieckich obozów jenieckich, według innych – był jedną z ofiar zbrodni katyńskiej (1940).

### Projekty
- konkursowy projekt budynku poselstwa polskiego w Sofii (1928) z Juliuszem Żórawskim, Stanisławem Płoskim oraz Stanisławem Piotrowskim – nagroda równorzędna,
- plan regulacyjny Warszawy (1928—1929) ze Stanisławem Różańskim
- konkursowy projekt rozplanowania Łagiewnik (1929) z K. Lisowskim – I nagroda,
- konkursowy projekt regulacji i rozbudowy Poznania (1931) ze Stanisławem Filipkowskim – I nagroda,
- plan ogólny Poznania (1931) ze Stanisławem Filipkowskim,
- plan zabudowy uzdrowiska Busko-Zdrój (1934) z Heleną Morsztynkiewiczową,
- konkursowy projekt kąpieliska Jurata (1934) z Józefem Reńskim i Juliuszem Nielsenem – I nagroda,
- konkursowy projekt planu regulacji Katowic (1935) z Józefem Reńskim i Juliuszem Nielsenem – I nagroda,
- konkursowy plan zabudowy dzielnic: Ligota, Brynów i Załęska Hałda w Katowicach  (1935) z Józefem Reńskim i Juliuszem Nielsenem – I nagroda,
- konkursowy projekt regulacji placu przed Muzeum Śląskim w Katowicach (1938).